# 왕평 (작가)
왕평(王平, 1908년~ 1940년)은 일제강점기에 연극, 영화, 대중가요 등 여러 분야에서 활동한 예술인이다. 본명 이응호로도 활동했다.

## 생애
경상북도 영천군 출신, 5~7세에 청송군에서 잠시 살았고, 묘소도 청송군 파천면에 있다고 함.이후 성장 과정은 불분명하다. 배재고등보통학교를 졸업한 뒤 현철이 운영하던 조선배우학교의 제1기 입학생으로 들어가 연기를 공부했다.
배우뿐 아니라 극작가와 대중가요 작사가로도 활발히 활동했다. 1930년대 초에는 조선연극사의 전속 작가로 작품을 발표했고, 1932년에는 포리돌레코드의 조선 지점 설립에 관여한 뒤 문예부장을 맡았다.
한국인에 의해 만들어진 최초의 본격적인 트로트인 이애리수의 〈황성의 적〉과 선우일선의 신민요 〈조선팔경가〉가 작사가로서의 대표작이다. 1933년부터 8장이 발매된 인기 극반 《항구의 일야》도 유명하다. 《항구의 일야》는 왕평이 작품을 쓰고 전옥과 함께 주연을 맡기도 했다. 이때는 작가로서는 본명 이응호를, 배우로서는 예명 왕평을 사용했다.
일제 강점기 말기에는 성봉영화원에 참여하여 《나그네》(1937)와 《군용열차》(1938)에 출연함으로써 영화계에도 데뷔했다. 풍채가 좋은 왕평은 영화에서 듬직한 오빠 이미지로 출연했다. 1940년에 평안북도 강계군에서 연극 《남매》를 공연하다가 무대에서 쓰러져 30대 초반의 나이로 요절했다.

## 참고자료
- 강옥희,이영미,이순진,이승희 (2006년 12월 15일). 《식민지시대 대중예술인 사전》. 서울: 소도. 210~211쪽쪽. ISBN 9788990626264.